# Hanns Eisler
Hanns Eisler (Leipzig, 6 de juliol de 1898 - 6 de setembre de 1962) va ser un compositor alemany i després austríac. Va pertànyer, en un inici, a la Segona Escola de Viena; però, més tard, es va sumar (molt lliurement) als postulats del realisme socialista, vinculat a la Nova Objectivitat.

## Biografia
Eisler va nàixer a Leipzig essent el tercer fill de Rudolf Eisler, que era professor de filosofia, i Marie Ida Fischer. El seu pare era un ateu d'origen jueu i la seva mare una luterana d'ascendència suàbia. Son germà Gerhart era un periodista comunista i la seva germana Elfriede, coneguda amb el pseudònim Ruth Fischer, participà en la fundació del Partit Comunista d'Àustria (1918) i, a la dècada del 1920, s'uní al Partit Comunista d'Alemanya, del qual fou una dirigent. Tot i això, esdevingué contrària a l'estalinisme, motiu pel qual fou exclosa de la Internacional Comunista i, havent emigrat als Estats Units d'Amèrica a la dècada dels 1940, testificà contra els seus dos germans al Comitè d'Activitats Antiamericanes, fet que ajudà a la seva expulsió del país.
L'any 1901 la família, empobrida, va viatjar a Viena. Com que no podien pagar-li l'educació musical, Eisler va ser autodidacte —no va rebre les primeres lliçons en composició fins al 1918; però va treure profit del context musical familiar —els seus pares eren músics amateurs. D'aquesta manera, a deu anys va completar la seva primera composició i ho feu sense l'ajut de cap instrument musical perquè els seus pares no podien mantenir el piano que tenien llogat. A aquesta primera obra n'hi van seguir d'altres; però cap d'elles no s'ha conservat.
Poc després de graduar-se a l'escola secundària el 1916, Eisler va ser reclutat per l'exèrcit austrohongarès per combatre en la Primera Guerra Mundial. Els oficials el van titllar de "políticament poc fiable" a causa de la seva pertinença a diverses organitzacions socialistes i del fet que el seu germà havia publicat una revista il·legal antibel·licista. Després d'un breu període a una escola de formació d'oficials de reserva, on va ser castigat repetidament per desobeir ordres, va ser assignat a un regiment d'infanteria hongarès al front oriental, ja que els seus superiors esperaven que la barrera de l'idioma impediria que continués amb l'agitació política. Durant la guerra, va fer esbossos per a un oratori titulat Gegen den Krieg (Contra la guerra); però es van perdre. També va compondre cançons per a piano i veu amb poemes de Christian Morgenstern i traduccions d'Alfred Klabund de poemes xinesos, que suposaven la seva resposta als horrors de la guerra. Les partitures de Morgenstern —mitja dotzena de Galgenlieder (Cançons de la forca) i un parell titulat col·lectivament Die Mausefalle (La ratera)— van ser compostes mentre Eisler es recuperava de les ferides primer en un hospital de campanya i després en un centre de convalescència prop de Viena, i són indicatives de la direcció irònica que prendria la música d'Eisler durant la dècada següent. Tanmateix, Eisler va escriure més tard sobre l'impacte que la Revolució d'Octubre de 1917 va tenir en els soldats, celebrant notícies que esperaven que aturessin el vessament de sang amb què s'havia convertit la seva realitat quotidiana.
En tornar a Viena després de la derrota d'Àustria, va estudiar des del 1919 fins al 1923 amb Arnold Schönberg i es va fer amic d'una altra estudiant de piano, Olga Novakovic. Els motius polítics van ser un factor important darrere dels molts anys d'allunyament entre alumne i professor, que van començar a mitjan dècada de 1920, perquè Schönberg es va sentir incapaç d'acceptar les conseqüències compositives dels compromisos polítics d'Eisler, mentre que aquest ja no era capaç de separar la música i la política. Tot i això, Eisler va fer repetits intents d'atorgar al dodecafonisme un paper central en la seva música políticament impulsada, esdevenint el primer dels deixebles de Schönberg que compongué amb aquesta tècnica. Un cop se separà de Schönberg, passà a formar part de la Segona Escola de Viena i del moviment artístic del Novembergruppe.

### Trobada amb Brecht
L'any 1925 Eisler es va mudar a Berlín —llavors un lloc d'intensa experimentació en la música, teatre, cine, art i política. En la capital alemanya va tenir diversos alumnes entre ells al berlinès Ernst Hermann Meyer. Ací es va identificar amb el Partit Comunista Alemany si bé mai s'hi va afiliar. La seua música es va tornar intensament orientada a temes polítics i, malgrat la desaprovació de Schönberg, més «popular» en estil amb influències del jazz i el cabaret. Es va sumar al realisme socialista que es predicava en la Unió Soviètica, però molt lliurement, sense el dogmatisme que regnava a Rússia. Aquesta fugida de l'expressionisme s'inscriu en el moviment de la Nova Objectivitat.
Al mateix temps, va treballar estretament amb Bertolt Brecht, la conversió del qual al marxisme va succeir gairebé en la mateixa època. La col·laboració entre els dos artistes va durar durant la resta de la vida de Brecht. Eisler va escriure la música per a diverses de les produccions teatrals de Brecht, incloent-hi Die Massname (1930), Die Mutter (1931; 'La mare', a partir de la novel·la de Màxim Gorki) i Schweyk im Zweiten Weltkrieg (1944). També van col·laborar en les cançons protesta que van jugar un important paper en l'agitació política de la República de Weimar a inicis dels anys 1930. La seua «Cançó de la solidaritat» es va convertir en un popular himne militant cantat en les protestes en els carrers i reunions públiques arreu d'Europa, i la seua «Balada del paràgraf 218» va ser la primera cançó que protestava contra les lleis en contra de l'avortament. Les cançons de Brecht-Eisler d'aquest període tendien a mirar la vida des de «baix» —de la perspectiva de les prostitutes, estafadors, aturats i del proletariat pobre.

### Exili
Després de 1933, la música d'Eisler i la poesia de Brecht van ser censurades pel Partit Nazi. Ambdós artistes van passar a la generació d'exiliats antinazis que van buscar refugi als Estats Units d'Amèrica. A Nova York, Eisler va ensenyar composició en la New School i va escriure música experimental de cambra i per a documentals. En traslladar-se poc després a Los Angeles, va compondre música cinematogràfica per a Hollywood, dues dels quals —Hangmen Also Die i Un cor en perill (None but the Lonely Heart)— van ser nominades l'Oscar. L'any 1947 va escriure el llibre Composing for the Films ('Compondre per al cine') amb Theodor Adorno. Però en diverses composicions de música de cambra i corals d'aquest període, Eisler va tornar al dodecafonisme que havia abandonat en Berlín. Els seus Fourteen Ways of Describing the Rain ('14 maneres de descriure la pluja') —composta per al 70 aniversari d'Arnold Schönberg, es considera una obra mestra del gènere.
Les dues obres més notables d'Eisler en els anys 30 i 40 van ser la monumental Deutsche Sinfonie (Simfonia alemanya, 1935-1957) —una simfonia coral en onze moviments basats en poemes de Brecht i Ignazio Silone— i un cicle de cançons (lieder) publicat amb el títol de Hollywood Songbook (1938-1943). Amb poemes de Brecht, Eduard Mörike, Hölderlin i Goethe, la reputació d'Eisler com un dels compositors més importants de lieder alemanys es va consolidar.

### Deportació i tornada a Alemanya

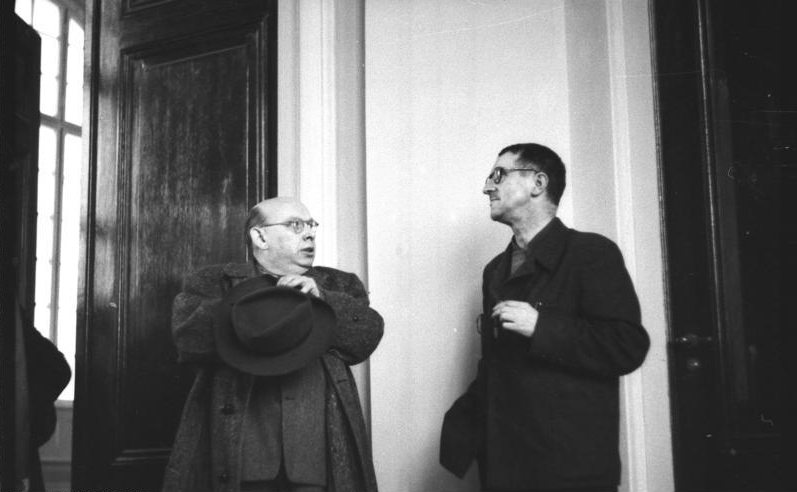
Hanns Eisler (esquerra) i Bertolt Brecht, el seu amic íntim i col·laborador, Berlín Est, 1950

La prometedora carrera d'Eisler en els Estats Units va ser interrompuda per la Guerra Freda. Eisler va ser un dels primers artistes col·locats en la llista negra de Hollywood pels caps d'estudis cinematogràfics. En dos interrogatoris del Comitè de la Casa Blanca per a Activitats Antiamericanes, el compositor va ser acusat de ser «el Karl Marx de la música» i l'agent cap soviètic a Hollywood. Els defensors d'Eisler —entre els que estaven el seu amic Charlie Chaplin i els compositors Ígor Stravinski, Aaron Copland i Leonard Bernstein— van organitzar concerts benèfics per a ajuntar fons per a la seua defensa, però va ser deportat el 1948. La cançó de Woody Guthrie «Eisler on the Go» —que no va poder ser gravada i va ser posteriorment adaptada per Billy Bragg & Wilco en l'àlbum Mermaid Avenue— és una protesta contra aquest fet.
Eisler va tornar a Alemanya i es va establir a Berlín Est. Ací va compondre l'himne nacional de la República Democràtica Alemanya (Auferstanden aus Ruinen), un cicle de cançons a l'estil del cabaret amb poemes satírics de Kurt Tucholsky i música incidental per a teatre, cine i televisió. El seu projecte més ambiciós del període, una òpera moderna sobre el tema de Faust, va ser atacat pels censors comunistes i no va ser acabada. Irònicament, menys de cinc anys després de la seua deportació dels Estats Units a causa del seu obert suport al comunisme, Eisler va ser novament forçat a testificar en audiències on la seua lleialtat política va ser qüestionada. Si bé va continuar component i ensenyant en el conservatori de Berlín Est, la distància entre Eisler i els funcionaris culturals de l'Alemanya de l'Est va anar engrandint-se en l'última dècada de la seua vida. Eisler mai no es va recuperar completament de la mort de Brecht l'any 1956 i els seus anys restants va caure en una profunda depressió i la seua salut es va anar deteriorant.

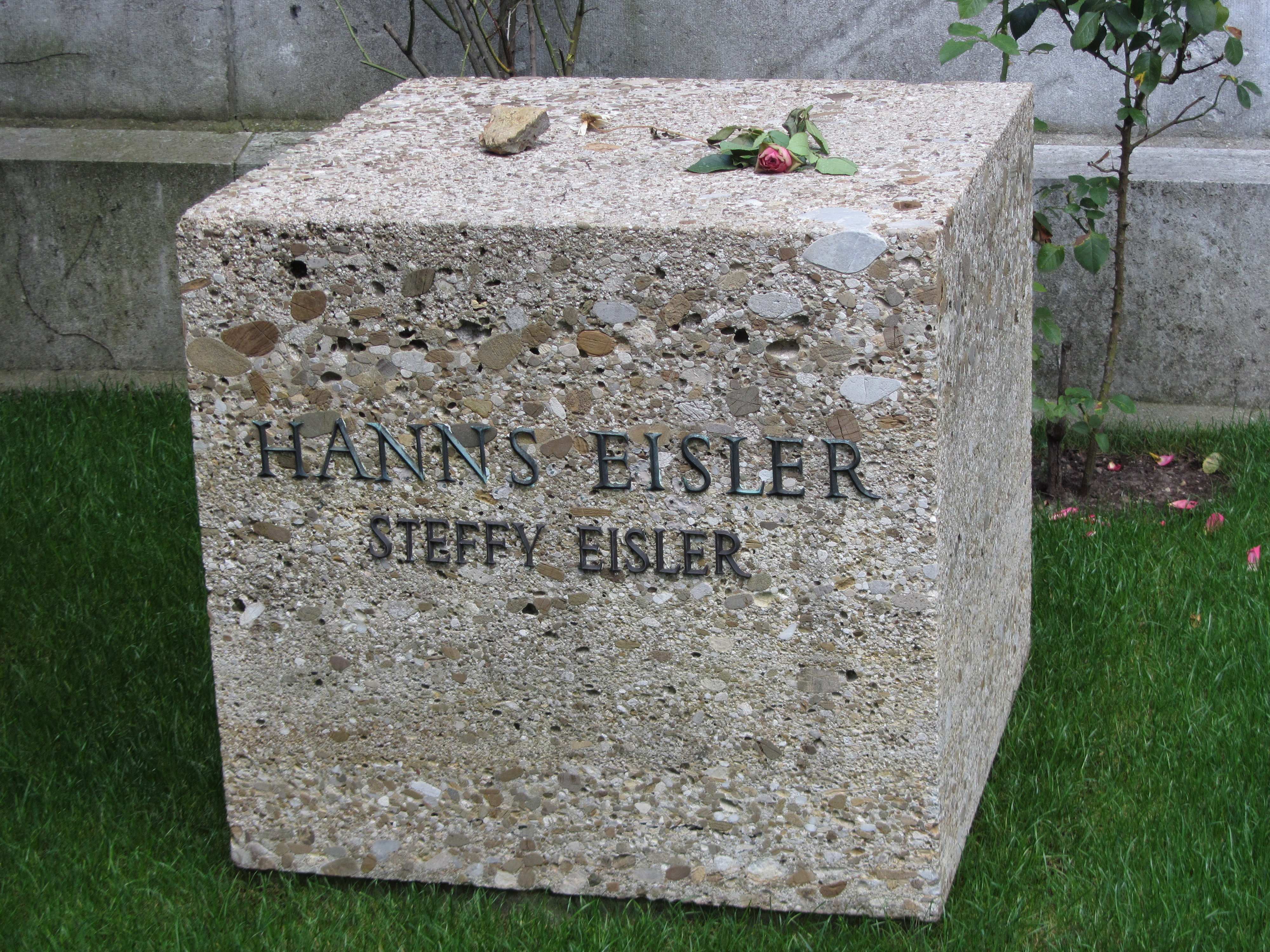
Tomba d'Hanns Eisler en el Cementeri Dorotheenstädt de Berlín.

## Malaltia i mort
El 6 de setembre de 1962 va morir d'un atac de cor fatal  a Berlín Est a seixanta-quatre anys, i està enterrat prop de Brecht, al cementiri de Dorotheenstadt. Anteriorment, havia estat postrat al llit durant tres mesos després del seu primer atac de cor. Havia estat un fumador empedreït des de petit, i de vegades arribava a fumar fins a 100 cigarrets al dia. Més tard a la vida es va convertir en un bevedor empedreït i va desenvolupar alcoholisme. Havia dormit molt poc i menjava malament, i com a conseqüència també patia fatiga crònica i malnutrició.